# Clubul de Volei Tricolorul LMV Ploiești 2017-2018
Questa voce raccoglie le informazioni riguardanti il Clubul de Volei Tricolorul LMV Ploiești nelle competizioni ufficiali della stagione 2017-2018.

## Organigramma societario
Area tecnica
- Allenatore: Sergiu Stancu
- Allenatore in seconda: Madalin Marinescu

## Rosa
| N° | Nome                   | Ruolo | Data di nascita  | Nazionalità sportiva |
| -- | ---------------------- | ----- | ---------------- | -------------------- |
| 1  | Philipp Kroiss         | L     | 2 marzo 1988     | Austria              |
| 2  | Pavel Dushkov          | C     | 4 giugno 1992    | Bulgaria             |
| 4  | Gijs Jorna             | S     | 30 maggio 1989   | Paesi Bassi          |
| 5  | Nikita Stulenkov       | C     | 8 dicembre 1991  | Russia               |
| 6  | Julian Bissette        | C     | 6 febbraio 1991  | Saint Lucia          |
| 7  | Ovidiu Darlaczi        | S     | 1º febbraio 1999 | Romania              |
| 9  | Bogdan Olteanu         | S     | 11 maggio 1981   | Romania              |
| 10 | Cristian Bartha        | P     | 29 novembre 1985 | Romania              |
| 11 | Laurenţiu Lică         | O     | 11 febbraio 1980 | Romania              |
| 12 | Aleksandar Milivojević | S     | 21 febbraio 1983 | Montenegro           |
| 13 | Madalin Marinescu      | S     | 13 gennaio 1979  | Romania              |
| 14 | Aleksandr Kullo        | O     | 7 aprile 1989    | Russia               |
| 15 | Tudor Magdaș           | C     | 10 giugno 1998   | Romania              |
| 18 | José Carrasco          | P     | 20 maggio 1989   | Venezuela            |